# Ліквідація гірничодобувних об'єктів
Ліквідація гірничодобувних об'єктів (рос. ликвидация горнодобывающих объектов, англ. liquidation of mining facilities, Mine closure, нім. Liquidation f der Bergbauobjekte) — припинення діяльності гірничовидобувних об'єктів з видобування корисної копалини (наприклад, вугілля) та вирішення всіх питань та проблем, що виникають внаслідок цього.

## Загальна інформація
Рішення про ліквідацію (закриття) вуглевидобувного об'єкта (шахти, розрізу) приймає Кабінет Міністрів України у разі повної відробки запасів або неперспективності, особливої збитковості підприємства (див. реструктуризація вугільної промисловості). Саме закриття (ліквідація) здійснюється за проектом, що виконується регіональною проектною установою та узгоджується з місцевими органами влади, органами нагляду, професійними спілками. Обов'язкова вимога до проекту — забезпечення гідробезпеки сусідніх (суміжних) шахт.
Під час ліквідації (закриття) шахт вирішують три генеральні комплекси проблем: фізична ліквідація, соціальний захист робітників, яких звільняють; захист та відновлення навколишнього природного середовища, забезпечення екологічної безпеки. Перші дві проблеми порівняно короткотермінові, третя — найбільш тривала.

## Різновиди, способи ліквідації
Фізична Л. г. о. — виконання робіт, пов'язаних з ліквідацією (загашенням) гірничих виробок, демонтуванням устаткування та конструкцій, розбиранням будівель та споруд на поверхні. Використовують три головні способи фізичної Л. г. о.: «мокра» ліквідація — повне їх затоплення; «суха» ліквідація (консервація) зі збереженням шахтного водовідливу; комбінований спосіб, коли рівень води у шахті, яку ліквідують, підтримують на певному рівні шляхом її відкачування насосами, що встановлені в одному із стволів або у спеціально пробуреній свердловині.
- За першим способом припиняється робота шахтного водовідливу, ліквідуються виробки, що мають вихід на земну поверхню. Відбувається природне затоплення виробленого простору, і динамічний рівень шахтних вод стає близьким до колишнього статичного їх рівня у шахтному полі. Це призводить до забруднення гірничого масиву високомінералізованими шахтними водами, що містять велику кількість нафтопродуктів, фенолів, шкідливих та токсичних речовин. Відбувається підтоплення та заболочування територій у понижених ділянках рельєфу, забруднення водоймищ та водозаборів, обводнення ґрунтів та їхнє просідання під будівлями та спорудами. Особлива небезпека при цьому виникає у регіонах, де питну воду беруть з колодязів, де відсутня каналізація.

- Другий спосіб передбачає тимчасове збереження водовідливу на період роботи сусідніх шахт, що мають гідравлічні зв'язки з виробками шахти, що ліквідується, або збереження постійного водовідливу для запобігання можливому підтопленню територій, що експлуатуються. Цей спосіб є ефективним, але потребує значних капітальних та експлуатаційних витрат.

- Використання третього способу обумовлено тим, що підняття рівня води вище за певну позначку може призвести до прориву води у виробки сусідніх шахт. Демонтування та витягування підземного устаткування, металокріплення, рейок, труб та інших матеріалів з гірничих виробок здійснюється на підставі відповідного техніко-економічного обґрунтування. Розбирання будівель та споруд на поверхні виконується в разі їх аварійно-небезпечного стану. В інших випадках вони, як правило, зберігаються з метою їх подальшого використання у потрібних цілях. Породні відвали підлягають гасінню, озелененню або консервації для використання як техногенних родовищ корисних копалин, джерел будівельного, закладального матеріалів і т. ін. Стави-відстійники використовують для технічного водопостачання та зрошувально-поливної системи. Земельні ділянки, що звільняються, рекультивують. Напрямки рекультивації земель: сільськогосподарська, рибогосподарська, лісогосподарська, будівельна.

## Соціальний захист робітників
Соціальний захист робітників при Л. г. о. — сплачення робітникам, що звільняються, заборгованості із заробітної платні, вихідних та одноразових допомог, компенсацій, регресних позовів, працевлаштування їх на інші підприємства, професійне перенавчання, створення нових робочих місць, стимулювання підприємницької діяльності для організації малих форм бізнесу, достроковий вихід на пенсію. У однопрофільних населених пунктах, де головним містотворчим чинником є вугільна промисловість, — проведення диверсифікації (конверсії) господарської структури, відкриття нових виробництв на підставі попередніх маркетингових досліджень, розроблення соціального паспорту території з урахуванням кількісної та якісної характеристик контингенту робітників, що вивільняються (вік, стать, освіта, наявність другої професії і т. ін.). За своїм змістом усі форми соціального захисту повинні мати попереджувальний характер.

## Захист довкілля
Захист та відновлення навколишнього природного середовища, забезпечення екологічної безпеки при Л. г. о. здійснюється на підставі моніторингу і містить у собі: контроль за виділенням газу в зонах, небезпечних та загрозливих за проникненням метану на поверхню, та заходи із запобігання його неконтрольованому виходу й скупченню під забудованими територіями і у підземних спорудах (організований відвід крізь дегазаційні трубопроводи, прокладені у стволах, крізь спеціально пробурені свердловини з поверхні у підземні виробки і т. ін.); контроль за рівнем підземних шахтних вод зі здійсненням за необхідністю їх пониження до встановленого рівня шляхом відкачування, відводу, інженерної підготовки території до дренування; контроль за деформаціями ділянок земної поверхні з виконанням технологічних заходів щодо захисту будівель та споруд, ліквідації наслідків провалів. Також важливий моніторинг за динамікою забруднення ґрунтів та якістю атмосферного повітря поблизу відвалів; радіометричний контроль породних відвалів, ставків-відстійників, накопичувальних ставків, підземних вод, будівель у небезпечних зонах.
При проектуванні Л. в. о. дається оцінка впливу на навколишнє природне середовище (ОВНС) і розроблюється план управління навколишнім середовищем (ПУНС) гірничих об'єктів, що підлягають закриттю. Метою ОВНС є визначення шляхів та способів нормалізації навколишнього середовища та забезпечення вимог екологічної безпеки під час ліквідації вугільних підприємств. Копія підсумкового документу ОВНС — заява про екологічні наслідки ліквідації вугільного підприємства, підписана замовником та генеральним проектувальником, подається для контролю до місцевих органів влади. Об'єктами ПУНС є всі можливі чинники впливу на навколишнє середовище, що залишаються після закриття шахти.